# 鹿島臨海工業地帯

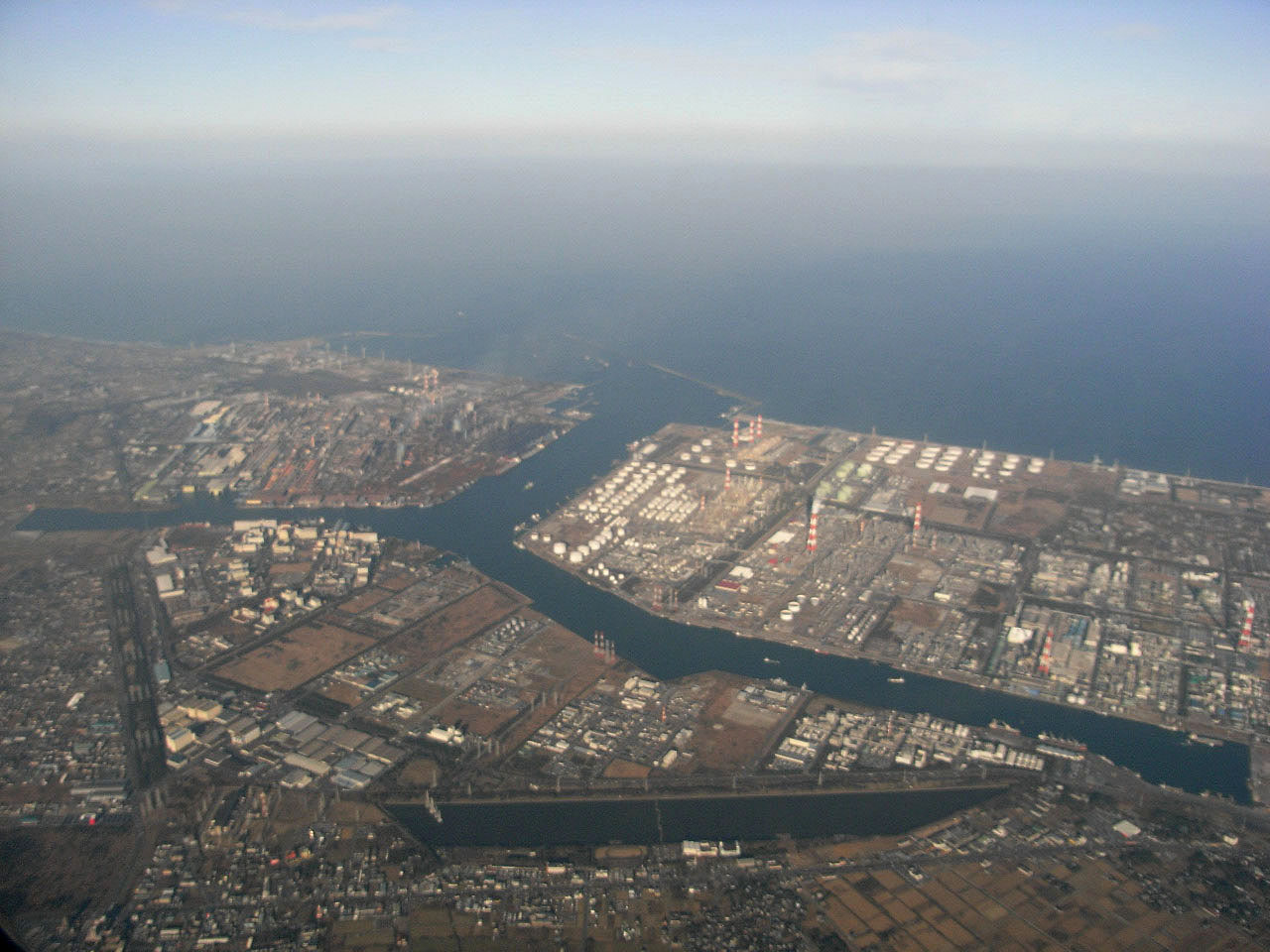
鹿島港を中心に工場が広がっている

鹿島臨海工業地帯（かしまりんかいこうぎょうちたい）は、茨城県鹿嶋市および神栖市一帯にある工業地帯である。鉄鋼業、発電所、石油化学等の工場群がある。
約180の企業、2万2000人の従業員を擁し、茨城県下最大の工業集積を誇る。

## 概要
茨城県の東南部（鹿行地域）、霞ヶ浦の東に位置する。鹿島灘に面し、掘込式の工業港である鹿島港を中心に広がる。
鹿嶋市は日本製鉄東日本製鉄所鹿島地区を中心に日本製鉄グループの企業が立地している。神栖市は石油化学工業や飼料を中心とした企業の工場が立地している。そのほか、火力発電所や風力発電所が多く立地している。
鉄道では、貨物線の鹿島臨海鉄道鹿島臨港線が通っており、JR東日本鹿島線の鹿島サッカースタジアム駅と接続する。
鹿島臨海工業地帯の工業用地は、鹿島港の北側に位置する鹿嶋市の高松地区、北海浜地区と、鹿島港の南東側に位置する神栖市の神之池東部地区（通称・東部地区）、南海浜地区、奥野谷浜工業団地と、鹿島港の南西側に位置する神之池西部地区（通称・西部地区）と、神栖市砂山に位置する波崎地区の各地区に分けられる。

## 歴史
1944年（昭和19年）、後に工業地帯となる一帯に軍の中央航空研究所建設の構想が持ち上がり、11人が所有していた民有地を大蔵省が強制収用した。研究所は建設されないまま、戦後に土地は大蔵省から神栖村、国際電電株式会社へ払い下げられている。
1959年（昭和34年）、茨城県知事に当選した岩上二郎は、政策目標に「後進県からの脱却」を掲げ、とりあえず生産性の低い県内の砂丘地帯の農業所得を向上させ、さらに工場を誘致して農外所得を加えることで、低迷にあえいでいた県民所得の増大をはかった。県は、翌1960年（昭和35年）に「工場誘致条例」の制定、「鹿島灘沿岸地域総合開発の構想」を打ち出して鹿島開発の試案がまとめられ、工場誘致に乗り出した。
翌年9月に作成した「鹿島臨海工業地帯造成計画」によれば、「鹿島工業港の建設及び霞ヶ浦を水源とする工業用水道計画を中核とする臨海地域に、4,000ヘクタールの工業地域を造成するとともに、交通網の整備と相まって、さらに数千ヘクタールの住居地を開発し、鉄鋼、石油、化学、機械等の総合的臨海工業地帯の実現とあわせて、機能的近代都市の形成」をはかるという計画が謳われている。1963年（昭和38年）には工業整備特別地域に指定され、その前年に策定された全国総合開発計画（全総）で謳われている拠点開発方式の実践として事業が進められ、30万人都市を新造するという国家プロジェクトによる巨大開発は「農工両全」、「貧困からの解放」をスローガンとして推進されていった。
開発計画はいくども計画変更がなされ、特に鹿島港の規模はタンカーの大型化に対応すべく大きくなっていった。
開発地域の用地買収は1964年（昭和39年）に開始。最も困難だったのは、工業地帯内には民有地が多かったため、これらの土地を買収して工業用地を確保することであった。県は工業地帯にかかる土地のうち、地元の地権者が4割の土地を提供し6割の代替地移転とする鹿島独自の土地買収方法「6・4方式」を編み出し、地元地権者の理解と協力により用地買収が進められ、昭和42年度末（1968年3月）までに目標面積4,000ヘクタールの約8割まで買収が進んだ。
1967年（昭和42年）には進出予定23社の立地が決定した。
1969年（昭和44年）4月に、住友金属鹿島製鉄所の熱間圧延工場での操業が始まり、10月には鹿島港も開港する。更に1971年（昭和46年）には神之池東部地区に進出した石油化学関連企業の操業が開始され、鹿島臨海工業地帯における鉄鋼・石油コンビナートの形が整った。1973年（昭和48年）鹿島臨海工業団地造成事業工事完了の公告が出され、1984年（昭和59年）には茨城県が開発収束の宣言を出した。
2011年（平成23年）3月11日の東北地方太平洋沖地震（東日本大震災）では揺れに加え津波と液状化で、鹿島港の港湾設備が損壊したほか、各社の工場設備にも大きな被害が発生、震災直後は操業停止状態に陥った。
なお、2020年10月時点での人口規模は、鹿嶋市・神栖市あわせて約16万人。

### 鹿島臨海工業地帯開発組合
鹿島臨海工業地帯開発組合（以下、開発組合）は、1960年代にはじまった「鹿島開発」で、開発に必要な工業用地や移転代替地の土地取得業務にあたった組織である。当時、茨城県から派遣された職員がオートバイに乗り、用地交渉に出かけた拠点である開発組合鹿島事務所は、現在の鹿島セントラルホテル新館の位置に建てられていた。
開発に必要な港湾予定地、工業用地、住宅団地、代替地など約5,000ヘクタールの用地を取得することを目的に、1962年（昭和37年）に設立され、2年後の1964年（昭和39年）から用地取得が始められた。用地交渉では、土地地権者には4割の土地を提供してもらう鹿島独自の「6・4方式」と呼ばれる土地取得方式が取られた。開発が進むと、土地提供への反対も根強く、ほとんどが単身赴任者だったという県から派遣された大勢の開発組合職員らにとっては、困難な用地交渉が強いられたといわれる。
当時600人程が働いた開発組合は1984年（昭和59年）に解散され、3階建てあった旧開発組合鹿島事務所は用地関係の書類を保管する倉庫として一時使われたこともあったが、その後はほとんど使われることはなく、旧事務所や職員宿舎などがあった2万平方メートルの県有地が、茨城県や地元企業が出資する第三セクター会社の鹿島都市開発が計画した鹿島セントラルホテル新館の建設予定地として再利用されることとなり、1996年（平成8年）11月に旧事務所などが取り壊されて1997年（平成9年）2月には更地となった。

### 年表
- 1960年（昭和35年）4月 - 「鹿島灘沿岸地域総合開発計画（試案）」作成[7]
- 1961年（昭和36年）4月 - 神栖村深芝浜に茨城県鹿島港湾調査事務所が開設される[7]
- 1961年（昭和36年）9月 - 茨城県が「臨海工業地帯造成計画」（マスタープラン）作成[7]
- 1962年（昭和37年）4月 - 茨城県と鹿島町・神栖村・波崎町の3町村によって「鹿島臨海工業地帯開発組合」がつくられ鹿島事務所が開設する[7]
- 1963年（昭和38年）11月 - 鹿島港起工式[7]
- 1964年（昭和39年）2月 - 開発組合が用地の買収を開始[7]
- 1965年（昭和40年）3月 - 深芝浜・居切浜住民の移転先が神栖村大野原と決定し、6月に移転開始し11月に移転完了する[7]
- 1965年（昭和40年）6月 - 神栖村議会は神之池埋め立てを全員一致で可決[7]
- 1965年（昭和40年）11月 - 鹿島港の中央航路の掘削工事が開始される
- 1966年（昭和41年） - 進出企業の一部（18社）社名が公表[7]
- 1967年（昭和42年）3月 - 国鉄鹿島線起工式[7]
- 1968年（昭和43年）4月 - 住友金属工業鹿島製鉄所の起業式が行われる[7]
- 1968年（昭和43年）7月 - 知手工業団地の造成が始まる[7]
- 1968年（昭和43年） - 内定企業への土地譲渡予約開始[7]
- 1969年（昭和44年）5月 - 東部地区石油化学コンビナート（11社）合同起工式[7]
- 1969年（昭和44年）10月 - 佐藤総理大臣、三笠宮夫妻を迎えて鹿島港開港記念式典が挙行され、鹿島港が開港する[7]
- 1970年（昭和45年）2月6日 - 5万トンの原油タンカー（大栄丸）が初入港し、鹿島石油鹿島製油所の岸壁に初接岸する[7]
- 1970年（昭和45年）4月 - 鹿島石油鹿島製油所、三菱油化鹿島事業所が創業開始
- 1970年（昭和45年）8月20日 - 国鉄鹿島線（北鹿島-香取）の開通式が行われる[7]
- 1970年（昭和45年）11月 - 鹿島臨海鉄道が営業運転を開始[7]
- 1971年（昭和46年）1月 - 石油化学コンビナート合同完工式（13社）[7]
- 1972年（昭和47年）10月 - 25万トンのタンカー（ジャパン・アイリス号）が入港[7]
- 1973年（昭和48年）10月 - 都市計画法による市街化、同調整区域の指定[7]
- 1973年（昭和48年）12月 - 工業団地造成事業の工事完了の公告が出される[7]
- 1984年（昭和59年）7月31日 - 鹿島臨海工業地帯開発組合が解散される[8]

## 主な工業都市
- 鹿嶋市：鉄鋼
- 神栖市：石油化学、飼料

## 主な事業所

### 鹿嶋市

#### 高松地区
- 日本製鉄東日本製鉄所鹿島地区
- 日鉄鋼管鹿島事業所
- 日鉄スラグ製品鹿島事業所
- 中央電気工業鹿島工場
- 日鉄ステンレス鹿島製造所

- 日鉄テックスエンジ鹿島支店
- エア・ウォーター鹿島工場
- 鹿島共同火力鹿島共同発電所
- 山九鹿島鉄鋼支店
- 新日本電工鹿島工場

#### 北海浜地区
- AGCセイミケミカル鹿島工場
- 関包スチール鹿島工場
- 住友林業クレスト鹿島事業所

- 東亜道路工業鹿嶋合材工場
- 日立セメント鹿島パウダーセンター

### 神栖市

#### 神之池東部地区
- ADEKA鹿島工場
- 旭トステム外装鹿島工場
- AGC鹿島工場
- 鹿島塩ビモノマー鹿島工場
- 鹿島北共同発電
- 鹿島石油鹿島製油所

- 鹿島電解鹿島工場
- 鹿島南共同発電
- カネカ鹿島工場（東地区）
- クラレ鹿島事業所
- JSR鹿島工場
- JERA鹿島火力発電所

- 信越化学工業鹿島工場
- 日本ポリエチレン鹿島工場
- 日本ポリプロ鹿島工場
- 扶桑化学工業鹿島事業所
- 三井化学鹿島工場
- 三菱ケミカル茨城事業所

- 三菱ガス化学鹿島工場
- ユポ・コーポレーション鹿島工場
- ライオンケミカル鹿島工場

#### 奥野谷浜工業団地
- JOGMEC 神栖国家石油ガス備蓄基地
- ウインド・パワー・いばらき
- 山九鹿島支店

- 信越化学工業鹿島工場（第二製造部）
- 三菱ケミカル物流鹿島物流センター

#### 南海浜地区
- JFE条鋼鹿島製造所

#### 神之池西部地区
- ADEKA鹿島工場（西製造所）
- 花王鹿島工場
- カネカ鹿島工場（西地区）
- フィード・ワン鹿島工場
- JA東日本くみあい飼料鹿島工場
- JSP鹿島工場

- 昭和産業鹿島工場
- 全国酪農飼料鹿島工場
- 全農サイロ鹿島支店
- 竹本油脂鹿島工場
- 中国木材鹿島工場
- 中部飼料鹿島工場

- DIC鹿島工場
- 東邦化学工業鹿島工場
- 日華化学鹿島工場
- 日清丸紅飼料鹿島工場
- ニッスイ鹿島工場
- 日本乳化剤鹿島工場

- 日本アルコール産業鹿島工場
- 日本コーンスターチ東京工場
- 雪印種苗鹿島工場

#### 波崎地区
- 信越化学工業鹿島工場波崎分室
- エーザイ鹿島事業所
- NSファーファ・ジャパン関東工場
- ケイミュー鹿島工場
- 沢井製薬鹿島工場

- 三洋化成工業鹿島工場
- ダイキン工業鹿島製作所
- 高砂香料工業鹿島工場
- タカラスタンダード鹿島工場
- 中央化学鹿島工場

- トクヤマ鹿島工場
- 富山薬品工業鹿島工場
- 日本化薬鹿島工場
- 日本製鉄技術開発本部 波崎開発研究センター
- 日本農薬鹿島工場

- 日立化成五井事業所（鹿島）
- 三菱化工機鹿島工場
- 横河NSエンジニアリング
- レゾナック

## 関連する映画作品
- 鹿島パラダイス（1972年、フランス映画）

ベニー・デスワルト、ヤン・レ・マッソン共同監督。
1970年に来日した2人が、鹿島臨海工業地帯を舞台に、高度経済成長期における日本の現実を伝える記録映画。鹿島が臨海工業地帯に指定され、開発景気に沸くとともに農民は土地を手放し、工場労働者に変わっていくさま、さらにそこが歓楽郷（鹿島パラダイス）に変貌していく。開発に抵抗する象徴として、成田空港に反対し土地を死守する農民の三里塚闘争をも捉えていく。最後に「鹿島は資本主義のパラダイスだ」の文言で締めくくられる。1973年度ジョルジュ・サドゥール賞を受賞。
- 甦える大地（1971年、石原プロ・松竹映配）

見渡す限りの荒地を、一大工業地帯にしようと夢みる男たちが、生臭い欲望がうずまく中で、純粋に理想を実現する勇気を、茨城県鹿島灘の臨海工業地帯をバックに描く。主演は石原裕次郎、原作は木本正次の「砂の十字架」。脚本は猪又憲吾。監督は中村登。撮影は金宇満司がそれぞれ担当。